# Por amarte así
Por amarte así es una telenovela argentina de drama y misterio escrita por Claudio Lacelli, basada en la idea de Gabriel Corrado y Martin Kweller, producida por la productora neerlandesa Endemol y la argentina Azteka Films del productor Daniel Stigliano. Fue transmitida originalmente desde el 14 de noviembre de 2016 hasta el 3 de febrero de 2017 por Telefe.
Está protagonizada por Gabriel Corrado, Gastón Soffritti, Brenda Asnícar y el debut de Aylín Prandi, coprotagonizada por Esmeralda Mitre, Facundo Gambandé y Nacho Gadano; y con las participaciones antagónicas de Catherine Fulop y Maite Zumelzú. Cuenta además con las actuaciones estelares de Sergio Surraco, Olivia Viggiano y el primer actor Héctor Bidonde. 
La telenovela aborda problemas sociales como la eutanasia, la bipolaridad y la esquizofrenia.

## Sinopsis
Francisco Olivetti (Gabriel Corrado) es un prestigioso abogado que tiene su carrera basada en ética y valores morales, siempre dedicado a defender a los más necesitados. Él vive un matrimonio de altos y bajos con Fátima Pellegrini (Catherine Fulop), una mujer que pone en peligro la felicidad de la familia debido a su bipolaridad. Los dos son padres de Mercedes Olivetti (Brenda Asnicar), una chica un tanto consentida, pero de buen corazón.
La vida de Francisco cambia por completo cuando se enfrenta con el caso de Luz Quiroga (Aylin Prandi), una mujer que está detenida por haber cometido eutanasia con su marido, que estaba agonizando en su lecho de muerte. Francisco se conmueve con la historia de Luz y decide ayudarla a ser eximida. El objetivo de Luz es recuperar la custodia de su hijo, que está bajo el cuidado de Malvina (Maite Zumelzú), cuñada de Luz que la odia y quien tiene problemas de esquizofrenia. Entre tanta complicidad, Francisco y Luz se enamoran perdidamente.
Mientras tanto, Mercedes también pasa por sofocones. Después de ser drogada por su novio, Joaquín (Sergio Surraco), ella atropella y deja paralítico a la gran promesa del fútbol, Manuel Correa (Gastón Soffritti), que ve su carrera ser destruida y es abandonado por la novia, Noel (Olivia Viggiano). Lo que ninguno de los dos imaginaba es que en medio de la frustración de Manuel y la culpa de Mercedes, nacería un amor entre los dos.

## Elenco
- Gabriel Corrado como Francisco Olivetti
- Aylin Prandi como Luz Quiroga de Ponce / Luz Pellegrini de Olivetti
- Catherine Fulop como Fátima Pellegrini de Olivetti
- Brenda Asnicar como Mercedes Olivetti Pellegrini
- Gastón Soffritti como Manuel Correa
- Maite Zumelzú como Malvina Ponce
- Esmeralda Mitre como Camila Escobedo
- Facundo Gambandé como Santiago Ponce Quiroga
- Nacho Gadano como Javier Ponce
- Olivia Viggiano como Noel García
- Sergio Surraco como Joaquín Quintana
- Héctor Bidonde como Valerio Pellegrini
- Rito Fernández como Abel “El Turco”
- Sergio Goycochea como Richard
- Santiago Caamaño como Tiziano Fonseca
- Marisa Bentacur como Mercedes Correa
- Lucas Corrado como Pedro “Peter”
- Nicolás Bouzas como Rodrigo
- Agustina Mindlin como Inés
- Carolina Casal como Rita
- Lula Ocampo como Violetta
- Santiago García Rosa como Benjamín
- Catarina Spinetta como Laura
- Valeria Degenaro como Lía
- Agustín Lecouna como Rodolfo
- Romina Giardina como Miriam
- Sol Jaite como Dr. del psiquiátrico
- Diego Alonso como Gastón Núñez
- Gastón Ares como Doctor de Santiago
- Andrés Gioane como Detective Cáceres
- Marcelo Arteaga como Sacerdote
- Victoria Bermúdez como Enfermera
- Clara Corrado como Mía
- Naím Sibara como Pablo Suárez
- Luis Lezcano como Juez
- Laia Olivera como Fátima Pellegrini (niña)
- Agustina Lecouna como Romina Cordova

## Producción
La producción fue anunciada el 20 de septiembre de 2016 por Telefe y Endemol. La serie fue producida por Endemol, en coproducción con Azteka Films. La serie fue escrita por Claudio Lacelli, basada en la idea de Gabriel Corrado y Martín Kweller. El 28 de septiembre de 2016, se anunció parte del reparto principal, entre ellos a Gabriel Corrado, Aylin Prandi, Brenda Asnicar y Gastón Soffritti, seguidos de Catherine Fulop y Maite Zumelzú, en los roles antagónicos.
El rodaje de la producción comenzó el 22 de septiembre de 2016 en Buenos Aires, Argentina. La telenovela fue grabada en los Estudios Mayor en Palermo Hollywood en Buenos Aires, Argentina. Algunas escenas de la telenovela fueron rodadas en los alrededores de Buenos Aires. El rodaje de la telenovela finalizó el 7 de noviembre de 2016.

## Adaptaciones
- Me declaro culpable adaptación mexicana a cargo de la cadena Televisa y producida por Angelli Nesma Medina. Protagonizada por Mayrín Villanueva, Juan Soler, Irina Baeva, Juan Diego Covarrubias y con las participaciones antagónicas de Daniela Castro, Sabine Moussier, Ramiro Fumazoni y Pedro Moreno.

## Premios y nominaciones
| Año  | Premio                       | Categoría         | Candidato       | Resultado |
| ---- | ---------------------------- | ----------------- | --------------- | --------- |
| 2017 | Kids Choice Awards Argentina | Actriz Favorita   | Brenda Asnicar  | Nominado  |
| 2016 | Premios Martín Fierro        | Actor Favorito    | Gabriel Corrado | Nominado  |
| 2016 | Premios Martín Fierro        | Actriz de reparto | Maite Zumelzú   | Ganadora  |